# Gustavia santanderiensis
Gustavia santanderiensis là một loài thực vật linhin thuộc họ Lecythidaceae.
Loài này có ở Brasil và Colombia.
Chúng hiện đang bị đe dọa vì mất môi trường sống.